# Беседы с палачом
«Беседы с палачом» (пол. Rozmowy z katem) — произведение польского журналиста и писателя Казимежа Мочарского, опубликованное в книжном виде после его смерти в 1978 году.

## Сюжет
В камере тюрьмы Мокотув в одноимённом районе Варшавы после войны оказались член АК, группенфюрер СС — ликвидатор Варшавского гетто и сотрудник полиции нравов Третьего рейха. Во время бесед в камере автор пытается найти причинно-следственную связь жизни и преступлений, совершенных группенфюрером СС Юргеном (Йозефом) Штропом.

## Персонажи
- Казимеж Мочарский
- Юрген Штроп
- Густав Шильке